# Gladsaxesändaren

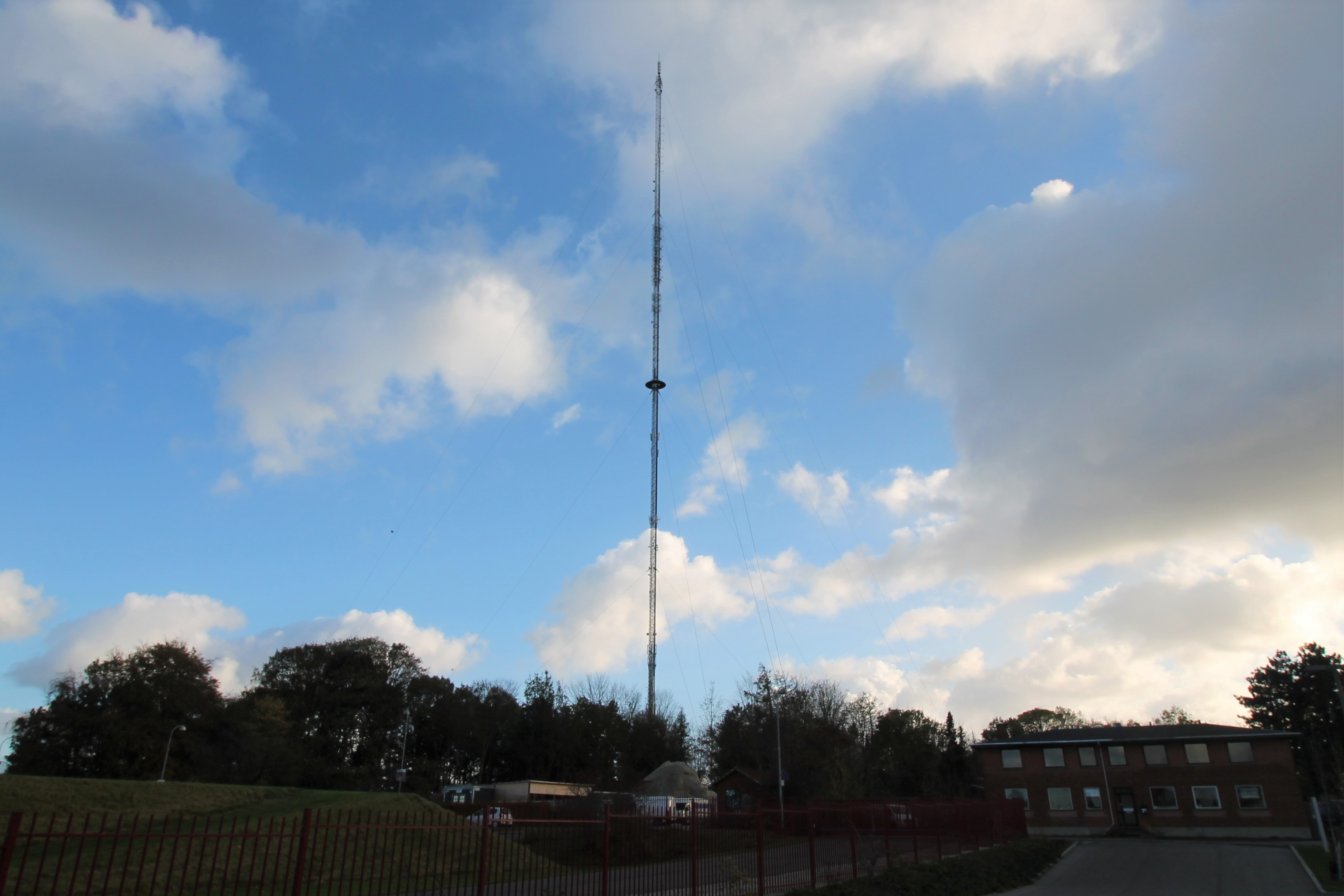
Gladsaxesändaren, 2017

Gladsaxesändaren är en 220 meter hög TV-mast i Gladsaxe kommun. Masten är placerad på Tinghöj 49 m ö.h. Masttoppen är alltså 269 meter över havsytan. Driftsattes 14 maj 1955 och var då Danmarks högsta byggnadsverk.